# Сурдин, Владимир Георгиевич
Влади́мир Гео́ргиевич Сурди́н (род. 1 апреля 1953, Миасс, Челябинская область, СССР) — советский и российский астроном и просветитель в области науки. Кандидат физико-математических наук, доцент. Старший научный сотрудник Государственного астрономического института имени П. К. Штернберга, доцент физического факультета МГУ.
Лауреат Беляевской премии и премии «Просветитель» за 2012 год.

## Научная деятельность
Окончил физический факультет МГУ в 1976 году и аспирантуру под руководством И. С. Шкловского, защитив в 1979 году диссертацию на соискание учёной степени кандидата физико-математических наук по теме «Эволюция системы шаровых звёздных скоплений» (специальность 01.03.02 — астрофизика).
Автор более 100 научных статей. Основные научные результаты относятся к динамике звёздных скоплений, процессам звездообразования, физике межзвёздной среды, динамике объектов солнечной системы. Исследовал распределение шаровых скоплений Галактики по массам как результат их динамической эволюции, роль приливных эффектов, воздействие массивных горячих звёзд на газ в молодых скоплениях.
Член Международного астрономического союза. Член Астрономического общества. Член Бюро Научного совета РАН по астрономии.

## Образовательная деятельность
Свою образовательную деятельность Владимир Сурдин начал ещё студентом. С 1972 года в течение многих лет руководил кружком «Астрофизика» в Московском городском дворце пионеров на Ленинских горах.
Владимир Сурдин читает курсы лекций по общей астрономии и спецкурс по звездообразованию на физическом факультете МГУ. Также создал курс «Астрономия и общество» для студентов факультета журналистики МГУ. В прошлом являлся членом центральной методической комиссии по астрономии Всероссийской олимпиады школьников, автор ряда учебных пособий для школьников, участвующих в олимпиадах. Член редколлегии журнала «Квант».
Читает межфакультетский курс лекций «Основы астрономии» для студентов различных факультетов МГУ и дистанционные курсы астрономии на порталах «Лекториум» и «Открытое образование». 
Почётный работник образования города Москвы. Заслуженный преподаватель Московского университета.
С 2015 по 2024 годы вёл курсы лекций по астрономии на физическом факультете Новосибирского государственного университета.

## Просветительская деятельность

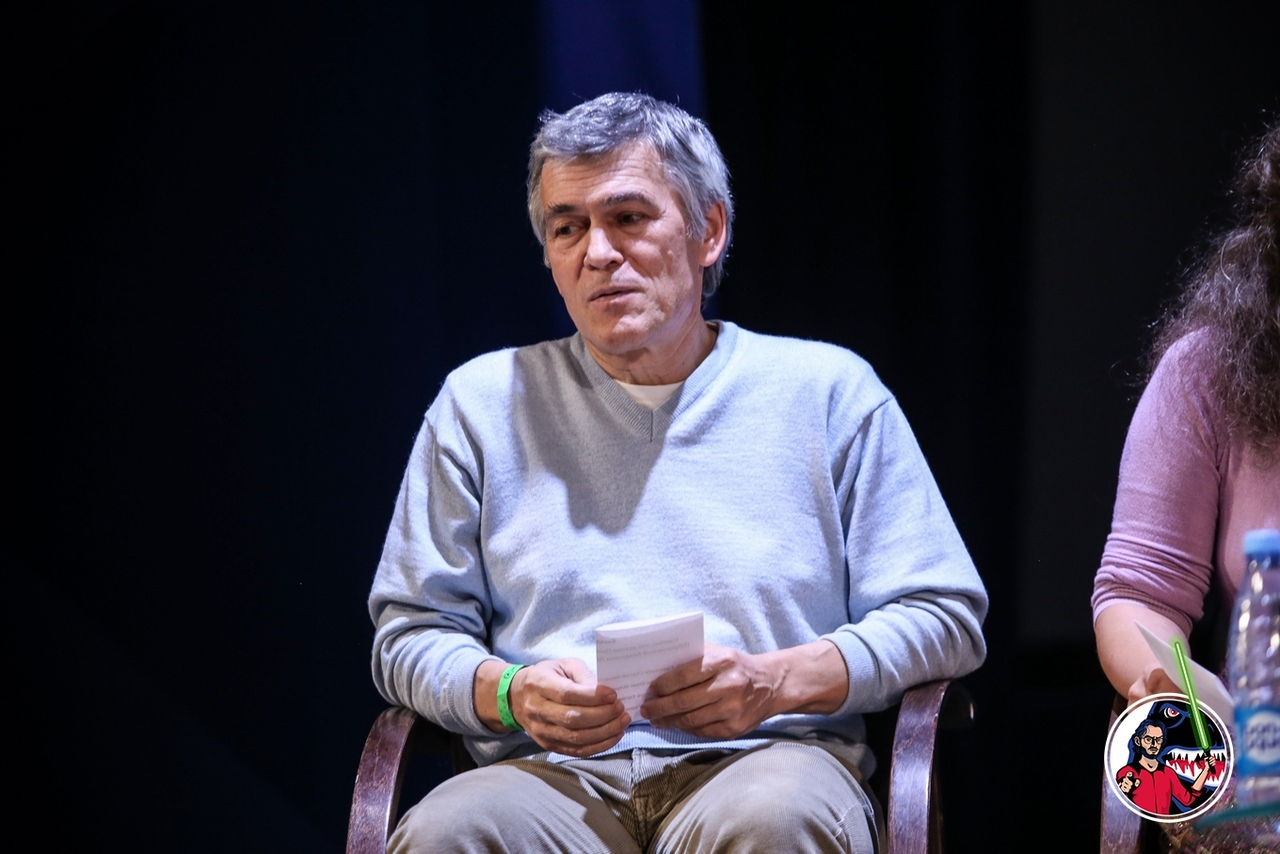
В. Г. Сурдин в качестве члена жюри на вручении антипремии «Почётный академик ВРАЛ» в рамках научно-просветительского форума «Учёные против мифов-8» 6 октября 2018 года, Москва, НИТУ «МИСиС»

Владимир Сурдин является автором и редактором нескольких десятков научно-популярных книг по астрономии и астрофизике, а также множества научно-популярных статей, очерков и интервью. За цикл научно-популярных статей удостоен Беляевской премии. Читает популярные лекции в Политехническом музее. Член Комиссии РАН по борьбе с лженаукой, входит в состав редколлегии её печатного органа — бюллетеня РАН «В защиту науки». Ведёт на YouTube каналы «Неземной подкаст» и «Вселенная Плюс» вместе со своим другом физиком Алексеем Семихатовым. Ведёт блок «Краткая история времени» Стивена Хокинга в Нон-фикшн клубе на портале «Синхронизация».
Являлся членом Учёного совета Московского планетария. Вышел из его состава по собственному желанию в знак протеста против «преподнесения в подарок имён звёзд» в стенах планетария.
Председатель секции «Пропаганда и популяризация астрономии» Научного совета по астрономии РАН.
Эксперт просветительской программы «Всенаука». В 2021 году книга Владимира Сурдина «Астрономия. Популярные лекции» попала в число научно-популярных книг, которые в рамках проекта «Дигитека» распространяются в электронном виде бесплатно для всех читателей.
В 2015 году в интервью Газета.ru высказался о недостаточной поддержке популяризации науки и фактическом отсутствии государственной политики в этом вопросе.
Скептически относится к уфологии и астрологии.
Считает неудачным термин «популяризатор» и просит называть себя «просветитель».

## Общественная позиция
В феврале 2022 года подписал открытое письмо российских учёных с осуждением вторжения России на Украину и призывом вывести российские войска с украинской территории.

## Награды
- Премия МГК ВЛКСМ, совместно с А. С. Расторгуевым и С. Ю. Шугаровым, 1983 год — за цикл работ «Строение и эволюция шаровых звёздных скоплений»[31].
- Премия Президента Российской Федерации в области образования (в составе авторского коллектива), 2001 год.
- Главная премия МАИК Наука/Интерпериодика 2008 года за серию книг «Астрономия и Астрофизика».
- Литературная премия имени Александра Беляева, в номинации «За лучшую оригинальную серию научно-художественных (научно-популярных, просветительских) очерков, посвященных какой-либо общей теме, или за развёрнутое эссе», 2012 год — за цикл очерков «Астрономия и астрофизика в XXI веке. Важнейшие открытия», опубликованных в журналах «Вселенная. Пространство. Время», «Природа», «Наука в фокусе», «Экология и жизнь» и «Квант»[1].
- Премия «Просветитель» в области естественных и точных наук, 2012 год — за книгу «Разведка далёких планет»[2]
- Премия «Просветитель» в области естественных и точных наук, 2015 год — финалист за книгу «Галактики»[32] и лауреат (в составе авторского коллектива) за книгу «Математическая составляющая»[33].
- Премия Министерства просвещения РФ, РАН и МГУ «За верность науке», 2017 год — финалист в номинации «Популяризатор науки — 2017»[34].
- Золотая медаль Российской академии наук «За выдающиеся достижения в области пропаганды научных знаний», 2017 год — (в составе авторского коллектива) за книгу «Математическая составляющая».
- Премия «Просветитель» в области естественных и точных наук, 2019 год — включён в короткий список за книгу «Астрономия: популярные лекции»[35].
- Премия РАН, 2021 год — за курс видеолекций «Астрономия для старших школьников»[36].

## Увековечивание
В честь астронома назван астероид (365250) Vladimirsurdin.

## Публикации

### Монографии и учебные пособия
- Сурдин В. Г., Ламзин С. А. Протозвезды: где, как и из чего формируются звезды. — М.: Наука, 1992. — 192 с., 4380 экз. — ISBN 5-02-014210-7
- Сурдин В. Г. Рождение звёзд. — М.: Едиториал УРСС, 2001. — 264 с. — ISBN 5-901006-99-2
- Сурдин В. Г. Астрономические задачи с решениями.— М.: Едиториал УРСС, 2012. — 240 с. — ISBN 978-5-397-05641-0
- Сурдин В. Г. Астрономия для физиков. Избранные лекции. — Баку: Издательство МГУ, 2017. — 186 с. — ISBN 978-9952-8300-6-4
- Сурдин В. Г. Вселенная в вопросах и ответах. Задачи и тесты по астрономии и космонавтике. — М.: Альпина нон-фикшн, 2017. — 242 с. — ISBN 978-5-91671-720-4
- Сурдин В. Г. Астрономические олимпиады. Задачи с решениями. Изд. 2-е, испр. и доп. — М.: ЛЕНАНД, 2019. — 304 с. — ISBN 978-5-9710-5802-1
- Сурдин В. Г. Астрономия. Популярные лекции. — М.: Издательство МЦНМО, 2019. — 352 с. — ISBN 978-5-4439-2823-4
- Сурдин В. Г. Вселенная озадачивает: астрономия и космонавтика в вопросах и задачах. — Ростов н/Д: Феникс-Т, 2020. — 239 с. — ISBN 978-5-907002-55-5
- Засов А. В., Сурдин В. Г. Астрономия. 10-11 классы: учебник. — М.: БИНОМ. Лаборатория знаний, 2020. — 303 с. — ISBN 978-5-9963-5552-5
- Лапина И. К., Сурдин В. Г. Школа юного астронома. 3-4 классы: учебное пособие для школы. — Изд. 3-е. — М.: Просвещение, 2021. — 96 с. — ISBN 978-5-09-070001-6
- Гомулина Н. Н., Сурдин В. Г. Введение в астрономию. 5-7 классы: учебное пособие для школы. — Изд. 2-е. — М.: Просвещение, 2020. — 109 с. — ISBN 978-5-09-075751-5
- Сурдин В. Г. Астрономия (учебник для медицинских училищ и колледжей) — М.: ГЭОТАР-Медиа, 2021. — 384 c. — ISBN 978-5-9704-6150-1

### Избранная научно-популярная литература
- Клыпин А. А., Сурдин В. Г. Крупномасштабная структура Вселенной. — М.: Знание, 1981. — 60 с.
- Сурдин В. Г. Приливные явления во Вселенной. — М.: Знание, 1986. — 64 с. — (Новое в жизни, науке, технике. Космонавтика, астрономия; 2) — 30570 экз.
- Сурдин В. Г. Гигантские молекулярные облака. — М.: Знание, 1990. — 60 с. — (Новое в жизни, науке, технике. Космонавтика, астрономия; 5/1990) ISBN 5-07-000516-2 — 28 тыс. экз.
- Волков А. В., Сурдин В. Г. Планеты. — М.: СЛОВО/SLOVO, 2000. — 48 с. — (Что есть что). — ISBN 5-85050-483-4.
- Волков А. В., Сурдин В. Г. Планеты. — М.: СЛОВО/SLOVO, 2001. — 48 с. — (Что есть что). — ISBN 5-85050-506-7.
- Сурдин В. Г. Динамика звездных систем. — М.: МЦНМО, 2001.— 32 с. — ISBN 5-900916-90-1
- Сурдин В. Г. Пятая сила. — М.: МЦНМО, 2002. — 40 с. (Библиотека «Математическое просвещение», вып. 17) — ISBN 5-94057-027-5
- Сурдин В. Г. НЛО: записки астронома. — Фрязино: Век 2, 2007. — 64 с. — (Наука сегодня). — 2500 экз. — ISBN 978-5-85099-172-2.
- Сурдин В. Г. Большая энциклопедия астрономии: более 2500 астрономических терминов: самое полное современное издание. — обновл. и доп. изд. — М.: Эксмо, 2012. — 473 с., [8] л. ил. (Большая современная энциклопедия). ISBN 978-5-699-57087-4
- Сурдин В. Г. (ред.-сост.) Галактики. — М.: Физматлит, 2013. — 432 с. (Астрономия и астрофизика) — ISBN 978-5-9221-1445-5
- Сурдин В. Г. (ред.-сост.) Звёзды. — Изд. 3-е, испр. и доп. — М.: Физматлит, 2013. — 428 с. (Астрономия и астрофизика) — ISBN 978-5-9221-1466-0
- Сурдин В. Г. (ред.-сост.) Астрономия: век XXI. — Изд. 3-е, испр. и доп. — Фрязино: Век 2, 2015. — 608 с. — ISBN 978-5-85099-193-7
- Сурдин В. Г. Разведка далеких планет.— Изд. 4-е, доп. — М.: Физматлит, 2017.— 364 с. — ISBN 978-5-9221-1747-0
- Сурдин В. Г. (ред.-сост.) Марс: великое противостояние. — Изд. 2-е, испр. и доп. — М.: Физматлит, 2018. — 232 с. + 16 с. цв. вкл. — ISBN 978-5-9221-1813-2
- Сурдин В. Г. (ред.-сост.) Солнечная система. — Изд. 2-е, перераб. — М.: Физматлит, 2018. — 460 с. (Астрономия и астрофизика) — ISBN 978-5-9221-1722-7
- Сурдин В. Г. (ред.-сост.) Небо и телескоп. — Изд. 4-е, испр. и доп. — М.: Физматлит, 2019. — 436 с. (Астрономия и астрофизика) — ISBN 978-5-9221-1847-7
- Сурдин В. Г. (ред.-сост.) Галактики — Изд. 3-е, испр. и доп. — М.: Физматлит, 2019. — 432 с. (Астрономия и астрофизика) — ISBN 978-5-9221-1853-8
- Сурдин В. Г. (ред.-сост.) Путешествия к Луне. — Изд. 4-е, испр. и доп. — М.: Физматлит, 2019. — 524 с. — ISBN 978-5-9221-1833-0
- Сурдин В. Г. Вселенная от А до Я. — М.: Эксмо, 2013. — 480 с. — ISBN 978-5699-59691-1
- Сурдин В. Г. Понятный космос: от кварка до квазара. — М.: АСТ, 2021. — 384 с. — ISBN 978-5-17-135800-6
- Сурдин В. Г. Астрономия с Владимиром Сурдиным — М.: АСТ-Аванта+, 2021. — 128 с. — ISBN 978-5-17-137680-2
- Сурдин В. Г. Темная сторона Вселенной — М.: Дискурс, 2022. — 368 с. — ISBN 978-5-907418-03-5
- Сурдин В. Г. Астрономия планетных систем — М.: МЦНМО, 2024. — 304 с. — ISBN 978-5-4439-1777-1

### Видеолекции
- Лекция «Лунная программа. Вся правда о Луне и Американцах» 26.02.2019, лектор Сурдин В. Г. (лекция в МГУ)
- Лекция «50 лет человек в космосе. Не пора ли обратно?» 13.03.2011, лектор Сурдин В. Г.
- Лекция «Удивительный Марс» 23.01.2013, лектор Сурдин В. Г. (официальное видео, лекция в Московском планетарии)
- Лекция «Спутники Земли: от искусственного до естественного» 17.10.2013, лектор Сурдин В. Г.
- Лекция «Современные телескопы» 27.11.2013, лектор Сурдин В. Г. (официальное видео, лекция в Московском планетарии)
- Лекция «Поиски новой жизни. Исследование близких и дальних планет» 04.12.2013, лектор Сурдин В. Г. (официальное видео, лекция в Московском планетарии)
- Лекция «Заблуждения и мифы о Вселенной» 14.03.2016, лектор Сурдин В. Г.
- Лекция «Околонаучные мифы и СМИ» 26.04.2017, лектор Сурдин В. Г., ИФТИС МПГУ.
- Лекция «Рождение и эволюция звёзд» 3.02.2018, лектор Сурдин В. Г.
- Лекция «Радио для инопланетян» 31.05.2018, лектор Сурдин В. Г., ИФТИС МПГУ.
- Лекция «Тёмная сторона Вселенной: что мы о ней знаем, а о чём лишь догадываемся» 2.04.2019, лектор Сурдин В. Г. (официальное видео, лекция в Московском планетарии)
- Лекция «Время - как его измерить и использовать» 31.12.2019, лектор Сурдин В. Г., Библиотека им. В. В. Маяковского, Санкт-Петербург.
- Лекция Владимира Сурдина «Есть ли жизнь на Венере»
- Лекция «Можно ли верить изображениям из космоса?», лектор Сурдин В. Г. (лекция в Технопарке Сколково 29.06.2022)

### Интервью
- Деконструкция. Владимир Сурдин о фильме «Планета бурь», Владимир Сурдин и Кристина Егорова разбирают с точки зрения науки фильм «Планета бурь» (1961)
- Деконструкция. Владимир Сурдин о фильме «2001 год: Космическая одиссея», Владимир Сурдин и Кристина Егорова разбирают с точки зрения науки фильм «2001 год: Космическая одиссея» (1968)
- Деконструкция. Владимир Сурдин о фильме «Космическая одиссея 2010», Владимир Сурдин и Кристина Егорова разбирают с точки зрения науки фильм «Космическая одиссея 2010» (1984)
- Деконструкция. Владимир Сурдин о фильме «Контакт», Владимир Сурдин и Кристина Егорова разбирают с точки зрения науки фильм «Контакт» (1997)
- Деконструкция. Владимир Сурдин о фильме «Европа», Владимир Сурдин и Кристина Егорова разбирают с точки зрения науки фильм «Европа» (2013)
- Деконструкция – Интерстеллар (рассказывает Владимир Сурдин) Владимир Сурдин и Кристина Егорова разбирают с точки зрения науки фильм «Интерстеллар» (2014)
- Деконструкция. Владимир Сурдин о фильме Ридли Скотта «Марсианин», Владимир Сурдин и Кристина Егорова разбирают с точки зрения науки фильм «Марсианин» (2015)

### Фильмы
- Вселенная. Жизнь. Разум - Горизонты Вселенной Владимир Сурдин в новом документальном сериале о Космосе. Фильм первый